# Johann Martin Schleyer
Johann Martin Schleyer (18. července 1831, Lauda-Königshofen, Bádenské velkovévodství – 16. srpna 1912, Kostnice) byl německý katolický kněz, který roku 1880 vytvořil umělý jazyk Volapük (v překladu „světový jazyk“). Čerpal přitom ovšem především ze dvou jazyků: angličtiny a své rodné němčiny, slova jsou ale často změněna k nepoznání a jazyk má obtížnou gramatiku podobnou latině. Ke konci století byl volapük v podstatě vytlačen univerzálnějším esperantem a idem, pozdější nacistické pronásledování ale přežil právě kvůli esperantistům, kteří jej nechtěli nechat úplně zaniknout. Schleyer psal i básně a byl znám jako velký odpůrce socialismu, za plamenné výpady proti němu byl i vězněn bismarckovským režimem (který byl v té době ve sporu s katolickou církví).